# Flying Colors (álbum)
Flying Colors é o álbum de estreia do supergrupo de rock homônimo, lançado em 26 de março de 2012. Ele estreou na nona posição da parada Billboard's Hard Rock, e na décima primeira na BBC's Rock Album.

## Faixas
| N.º            | Título                                                           | Duração |  |
| 1.             | "Blue Ocean" (Oceano Azul)                                       | 7:05    |  |
| 2.             | "Shoulda Coulda Woulda" (Deveria Poderia Iria)                   | 4:32    |  |
| 3.             | "Kayla"                                                          | 5:20    |  |
| 4.             | "The Storm" (A Tempestade)                                       | 4:53    |  |
| 5.             | "Forever in a Daze" (Para Sempre Confuso)                        | 3:56    |  |
| 6.             | "Love Is What I'm Waiting For" (Amor É o que Eu Estou Esperando) | 3:36    |  |
| 7.             | "Everything Changes" (Tudo Muda)                                 | 6:55    |  |
| 8.             | "Better Than Walking Away" (Melhor do que Ir Embora)             | 4:57    |  |
| 9.             | "All Falls Down" (Tudo Despenca)                                 | 3:22    |  |
| 10.            | "Fool in My Heart" (Tolo no Meu Coração)                         | 3:48    |  |
| 11.            | "Infinite Fire" (Fogo Infinito)                                  | 12:02   |  |
| Duração total: | Duração total:                                                   | 60:26   |  |

## Formação
Flying Colors
- Steve Morse – guitarras
- Casey McPherson – Vocais, violão
- Neal Morse – teclados, backing vocais
- Dave LaRue – baixo
- Mike Portnoy – Bateria, percussão, backing vocais, vocal em "Fool in My Heart"

Produção
- Bill Evans – produtor executivo
- Peter Collins – Produção